# Rodolfo Urtubey
Rodolfo Julio Urtubey (n. Buenos Aires; 27 de marzo de 1959) es un dirigente político argentino, abogado, Senador Nacional (mandato cumplido) y exjuez Nacional integrante del Tribunal Oral en lo Criminal N.º 13. Es hermano del exgobernador de la Provincia de Salta, Juan Manuel Urtubey.

## Biografía
Nació en la Ciudad de Buenos Aires el 27 de marzo de 1959. Se instaló a vivir desde joven en la Ciudad de Salta. Se recibió de abogado en la Universidad Católica de Salta en la década del '80. 
En 1989 fue designado procurador general de la Municipalidad de la Ciudad de Buenos Aires. En 1993 fue designado juez nacional integrante del Tribunal Oral en lo Criminal N.º 13, cargo que desempeñó hasta el año 2004.
Entre 2013 y 2019 ejerció como senador nacional por la Provincia de Salta.

## Defensa de las violaciones intrafamiliares
En 2018, en el marco del debate en el Senado por la interrupción voluntaria del embarazo, Urtubey negó que exista violación en los casos de abuso intrafamiliar:

"Hay algunos casos donde la violación no tiene esa configuración clásica de la violencia sobre la mujer (...) Por ejemplo en el abuso intrafamiliar, donde no se puede hablar de violación."
Rodolfo Urtubey

Por sus dichos, Urtubey fue ampliamente repudiado tanto en el recinto como en las redes sociales. Una petición en el sitio Change.org exigiendo la renuncia del senador por "apología de la violación" logró reunir más de 130.000 firmas.